# Petropávlivka (Dnipropetrovsk)
Petropavlivka (en ucraniano: Петропавлiвка) es un pueblo ucraniano perteneciente al óblast de Dnipropetrovsk. Situado en el este del país, es parte del raión de Sinélnikove y del municipio (hromada) homónimo.

## Toponimia
El nombre del asentamiento en ruso es Petropávlovka (en ruso: Петропавловка). 

## Geografía
Petropávlivka se encuentra a orillas del río Samara, 108 km al este de Dnipró. 

## Historia
El asentamiento fue mencionado por primera vez en 1775 como una slobodá, parte del uyezd de Pavlogrado en la gobernación de Yekaterinoslav. 
Durante la Segunda Guerra Mundial, Petropávlivka estuvo ocupada desde el otoño de 1941 hasta el 10 de septiembre de 1943 por tropas del Tercer Reich.
Desde 1957 Petropávlivka tuvo la condición de asentamiento de tipo urbano.
Hasta el 18 de julio de 2020, Petropávlivka fue el centro del raión de Petropávlivka. El raión fue abolido en julio de 2020 como parte de la reforma administrativa de Ucrania, que redujo el número de raiones del óblast de Dnipropetrovsk a siete. El territorio del raión de Petropávlivka se fusionó con el raión de Sinélnikove.En 2023, Petropávlivka perdió el estatus de asentamiento de tipo urbano debido a la eliminación de este estatus administrativo.

## Demografía
La evolución de la población de Petropávlivka entre 1898 y 2022 fue la siguiente:
| 8135                                                          | 7635 | 9408 | 9793 | 10 148 | 9256 | 7462 | 6651 |
| (Fuente: Cities & Towns of Ukraine y UKRAINE: Größere Städte) |      |      |      |        |      |      |      |

Según el censo de 2001, la lengua materna de la mayoría de los habitantes, el 94,06%, es el ucraniano; y del 5,47%, el ruso.

## Infraestructura

### Arquitectura, monumentos y lugares de interés
Aquí se encuentra la iglesia de Petropávlivka, una iglesia de piedra con tres altares en honor a Santos Pedro y Pablo que fue construida en 1910. El edificio del templo tiene una sola cúpula y un campanario

### Transporte
Petropávlivka está justo al norte de la autopista M04, que conecta Pokrovsk con Dnipró y Krivói Rog. La carretera que lleva a Kramatorsk se bifurca hacia el norte. La estación de tren de Petropávlivka se encuentra al sureste del asentamiento, en el pueblo de Zaliznichne, en la vía férrea que conecta Pokrovsk y Pavlojrado. 